# 皮奥伊州卡里达迪
皮奥伊州卡里达迪（葡萄牙語：Caridade do Piauí）是巴西皮奥伊州的一个市镇。总面积423.369平方公里，总人口4626人，人口密度10.9人/平方公里。